# Amy Ziering
Amy Ziering é uma cineasta e produtora cinematográfica americana. Como reconhecimento, foi nomeado ao Oscar 2013 na categoria de Melhor Documentário em Longa-metragem por The Invisible War.